# Ricardo Sá Fernandes
Ricardo da Paixão Moreira de Sá Fernandes (Lisboa, Lapa, 2 de março de 1954) é um advogado e político português. Foi secretário de Estado dos Assuntos Fiscais no segundo governo chefiado por António Guterres, durante 2 meses e meio.

## Biografia
Nasceu em Lisboa, em 1954, filho de Carlos Lello de Sá Fernandes, engenheiro técnico, e de sua mulher Maria Cristina de Sá Teixeira da Paixão Moreira. É o mais velho de três irmãos, um deles o também advogado e político José Sá Fernandes. É casado com a jornalista Sofia Pinto Coelho. É católico e maçon, da Loja Liberdade, do Grande Oriente Lusitano.

### Vida profissional
Sá Fernandes é formado em Direito pela Faculdade de Direito da Universidade de Lisboa. Tem muito protagonismo mediático em Portugal por advogar em vários casos célebres e polémicos. Entre outros, defendeu as famílias da vítimas no processo Camarate, a família de Rui Pedro após o seu desaparecimento, Carlos Cruz no processo Casa Pia, Lalanda de Castro no processo Operação Marquês e Manuel Pinho no caso das rendas excessivas da EDP.

### Política
Após a Revolução dos Cravos e o fim do Estado Novo, concorreu às eleições constituintes de 1975 nas listas do MDP/CDE.
Foi cabeça-de-lista pelo círculo do Porto nas listas partido Livre/Tempo de Avançar nas eleições legislativas de 2015.